# Jan Vyleťal
Jan Vyleťal (18. června 1940 Brno – 2012/2013 Praha) byl český malíř a grafik.

## Život a dílo
V letech 1959–1965 absolvoval Vojenskou technickou akademii v Brně a poté se přestěhoval do Prahy. Byl dvojčetem imaginativního malíře a tvůrce plakátů Josefa Vyleťala. Roku 1979 se oženil s Ludmilou Padrtovou, která roku 1978 ovdověla.
Jako vystudovaný elektroinženýr prošel řadou technicky zaměřených zaměstnání, včetně práce v konstrukční kanceláři. V 60. letech byl zaměstnán ve Výzkumném ústavu zpravodajské techniky StB. Roku 1976 strávil několik měsíců ve vyšetřovací vazbě, když StB zjistila, že prostřednictvím svého bratra informoval roku 1968 Václava Havla o instalaci odposlouchávacího zařízení v jeho bytě. Byl dlouholetým členem České astronomické společnosti a výtvarné paralely různých astronomických, především astrofyzikálních fenoménů lze nalézt v jeho dílech. Jako výtvarník byl autodidakt. Grafikou se začal zabývat až roku 2004 ve svých 65 letech a následujícího roku přešel k malbě. Tvorbu ukončil ze zdravotních důvodů v roce 2009.
Vycházel z geometrické abstrakce 60. a 70. let, ale jeho repetitivní serielní struktury nepřipomínají žádné známé vzory.
Ve zralých dílech je podstatou celkového působení monochromie, často s uplatněním maximální možné škály odstínů (Skrytá hmota a energie ve vesmíru, 2007) a směřování k řádu, který je mnohem komplexnější, než díla 60. a 70. let. Vyleťal ke svým obrazům připojoval legendu vysvětlující jejich téma.

## Výstavy

#### Autorské (výběr)
- 2008 – Jan Vyleťal: Fantazie a skutečnost / Fantasy and Reality, Galerie Caesar, Olomouc
- 2010 – Jan Vyleťal, Kosmická geometrie, Galerie Maldoror, Praha[7]
- 2013 – Jan Vyleťal: Geometrie neznámých světů. Obrazy 2005–2009, Galerie města Plzně

#### Společné (výběr)
- 2008 – Ladislav Daněk: 2x50 / Projekt–neprojekt, Galerie Caesar, Olomouc
- 2008 – V. Nový zlínský salon 2008, Dům umění, Zlín
- 2008 – Velké prádlo, Galerie Caesar, Olomouc
- 2011 – Klub konkretistů, Galerie U Přívozu, Hradec Králové
- 2013/2014 – Klub konkretistů a přátelé: 45 let poté..., Oblastní galerie Vysočiny v Jihlavě